# Fihalhohi
Fihalhohi est une petite île inhabitée des Maldives.  C'est maintenant  une des îles-hôtel des Maldives depuis 1982, accueillant le Fihalhohi Island Resort .

## Géographie
Fihalhohi est située dans le centre des Maldives, au Sud-Ouest de l'atoll Malé Sud, dans la subdivision de Kaafu. Elle se situe à environ 35 km de la capitale Malé.